# EchoStar XIV
O EchoStar XIV é um satélite de comunicação geoestacionário estadunidense que foi construído pela Space Systems/Loral (SS/L). Ele está localizado na posição orbital de 119 graus de longitude oeste e é operado pela EchoStar. O satélite foi baseado na plataforma LS-1300 e sua expectativa de vida útil é de 15 anos.

## Lançamento
O satélite foi lançado com sucesso ao espaço no dia 20 de março de 2010 às 18:27 UTC, por meio de um veículo Proton-M/Briz-M lançado a partir do Cosmódromo de Baikonur, no Cazaquistão. Ele tinha uma massa de lançamento de 6 379 kg.

## Capacidade e cobertura
O EchoStar XIV é equipado com 103 transponders em banda Ku para fornecer serviços de DTH expandidos para assinantes da DISH Network para o território continental dos Estados Unidos.